# Símbols nacionals de Catalunya

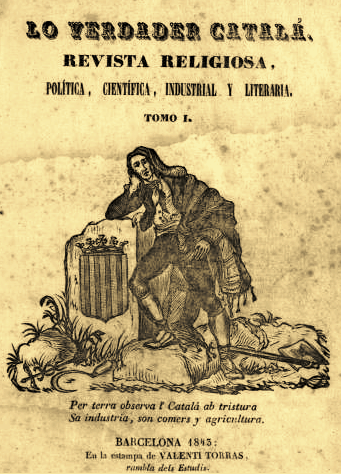
Portada de Lo verdader catalá. Un home amb barretina a la vora de l'escut.

Els símbols nacionals de Catalunya són aquells elements i icones que són representatius o característics de Catalunya, de la seva població i de la seva cultura i història. El símbol català més antic és l'escut de Catalunya que és un dels emblemes heràldics de més antiguitat d'Europa. Segons la llegenda, data del segle ix i hom diu que els Quatre Pals (o quatre barres) foren el resultat de fer passar quatre dits de Carles el Calb, Carles II de Francia Occidentalis, tacats de sang sobre l'escut d'or de Guifré el Pelós com a recompensa per haver lluitat valerosament contra els normands.
La Senyera, inspirada en l'escut, és potser el símbol de Catalunya més representatiu. Aquest símbol s'afegeix a d'altres amb connotacions polítiques o reivindicatives, com la Diada Nacional de Catalunya.

## Símbols històrics

La Senyera.

Escut de Catalunya.

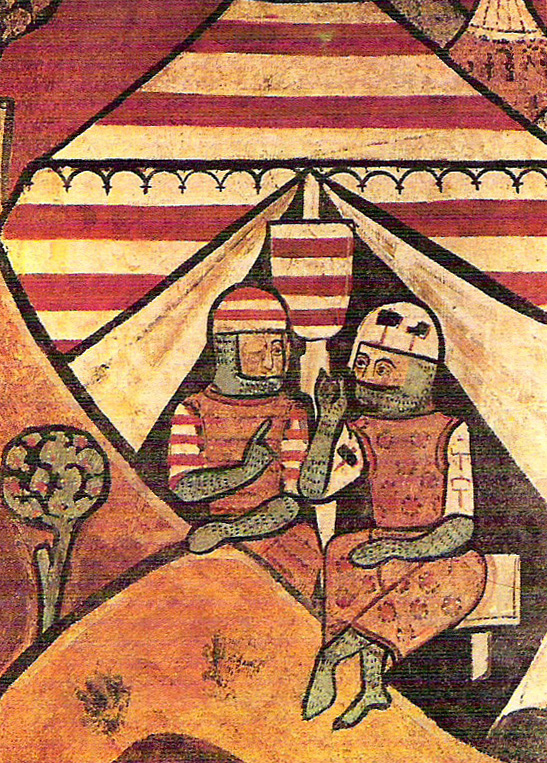
Durant més del 80% dels anys de la història Catalana, des dels segles i, les guerres han estat constants. Hug IV d'Empúries i Pero Maça, senyor de Sangarrén, durant la Conquesta de Mallorca.

Algunes institucions catalanes, com ara Constitucions catalanes, els Usatges, el Consell de Cent, la Generalitat i les Corts Catalanes són valorades com a símbols històrics de Catalunya.
A causa de la història i de les vicissituds compartides a través de molts segles, una gran part dels símbols tradicionals de Catalunya coincideixen amb els d'Aragó, València i les Illes Balears. Això és sovint causa de controvèrsies que provenen de les dificultats de conciliar certes percepcions culturals, històriques i lingüístiques de'allò que era l'antic Regne d'Aragó i de les zones culturalment catalanes. El Monestir de Poblet, on jeuen els antics reis, és un important i molt respectat referent simbòlic dels països de l'antiga Corona d'Aragó des de l'edat mitjana.

### Símbols històrics de caràcter militar
A part de l'escut, altres símbols, com Otger Cataló (el Pare de la Pàtria), Jaume el Conqueridor, els Almogàvers, els Nou Barons de la Fama i el Comte Tallaferro, commemoren les guerres contra els musulmans. En els temps passats l'existència, supervivència i consolidació de Catalunya depenien de les victòries en les batalles contínues contra els "moros" a través dels segles. El Sometent, Rocafort i les lluites de "moros i cristians" a les festes populars, també són símbols d'evident caràcter bèl·lic.
L'himne Els Segadors i la falç provenen de la Guerra dels Segadors (1640 - 1652).
El Timbaler del Bruc és un símbol de les Guerres Napoleòniques a Catalunya (1808 - 1814), conegudes sota el nom de "Guerra del Francès".

### Documents sigil·lars

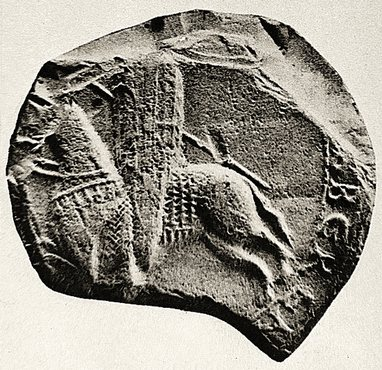
Segell de Ramon Berenguer IV.
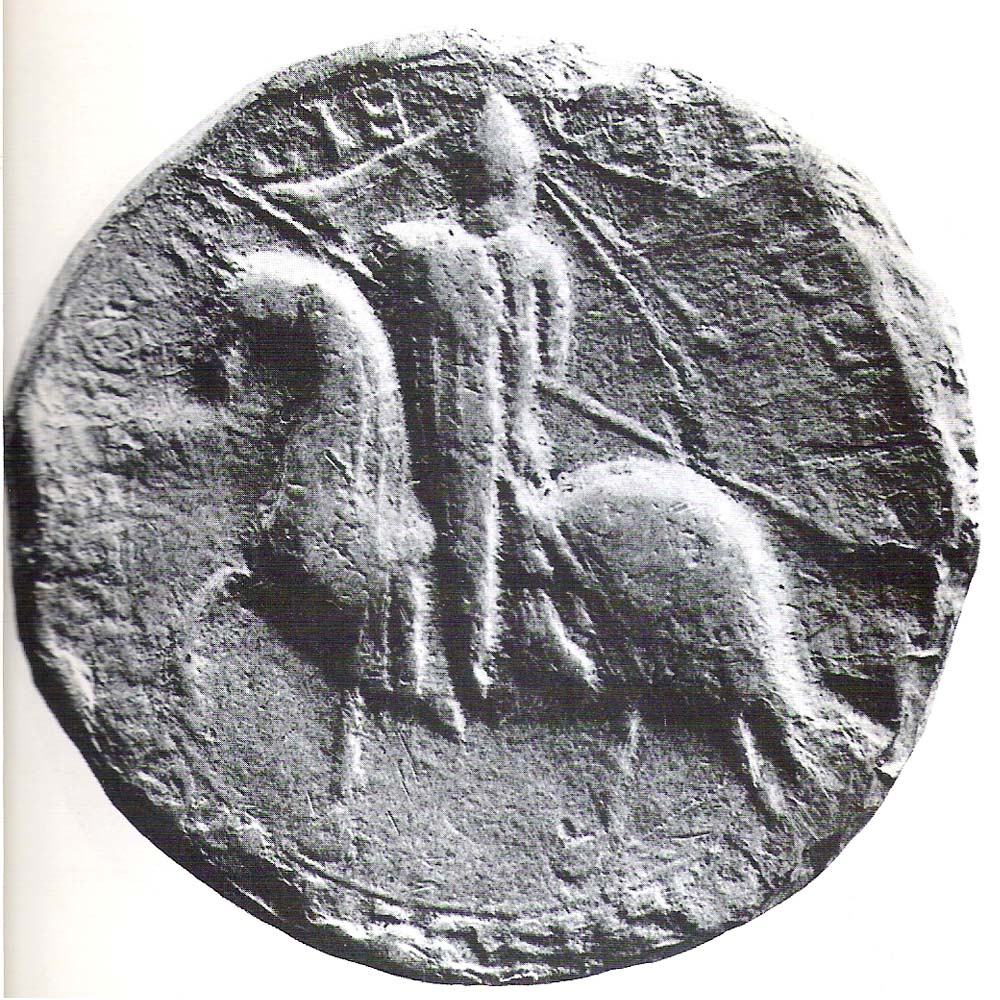
Revers d'un segell d'Alfons I, el Cast amb l'escut i llegenda de comitis barchinonensis et marchionis provincie.

Els segells més antics que es conserven són 7 exemplars del comte Ramon Berenguer IV de dues matrius. De la primera, són els segells de 1150, 1157 corresponents a dos documents provençals i de 1160 d'una escriptura del monestir de Poblet. De la segona matriu, i ja en època del seu fill Alfons el Cast, el de 1164, 1166, 1170 de documents provençals i catalans, i un altre després del document, per tant indatable. Els set segells duien l'emblema heràldic dels pals a l'escut i al penó tot i que a la majoria d'ells el pas del temps ha esborrat aquests detalls. El fet que només en un d'ells aparegui l'emblema automàticament indica que la matriu (dues en aquest cas) el tenia. La llegenda a l'anvers diu raimundus berengarii comes barchinonensis i al revers et princeps regni aragonensis . El seu fill Alfons utilitzà el segell del seu pare, mort el 1162, durant els primers anys del seu regnat en no tenir segell propi. Com que en el segell no és intitulat comte de Provença l'escut d'armes difícilment pot ser originari de Provença. En un primer moment, predominaven els tres pals als segells, tot i que, el nombre serà variable fins al 1344 quan es fixen en quatre als segells de la cancelleria reial.

### Sepulcres de la catedral de Girona

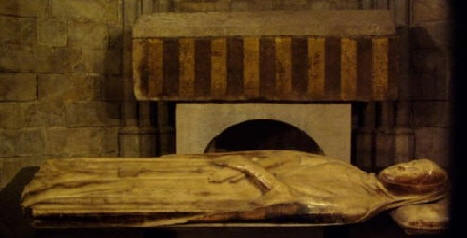
Al fons, el sepulcre romànic d'Ermessenda, comtessa de Barcelona i Girona
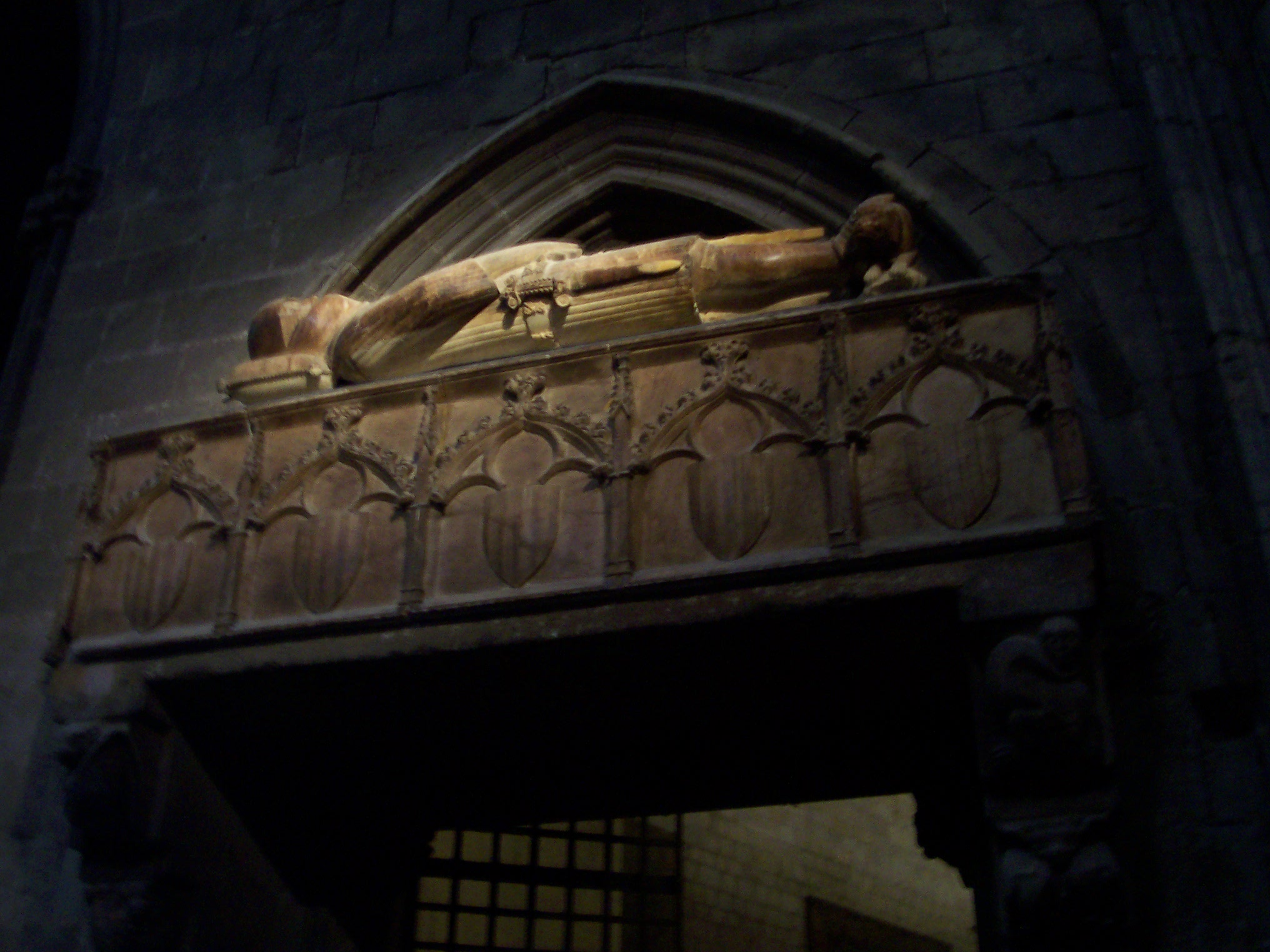
Sepulcre gòtic de Ramon Berenguer II amb els escuts barrats fets posar pel rei Pere el Ceremoniós
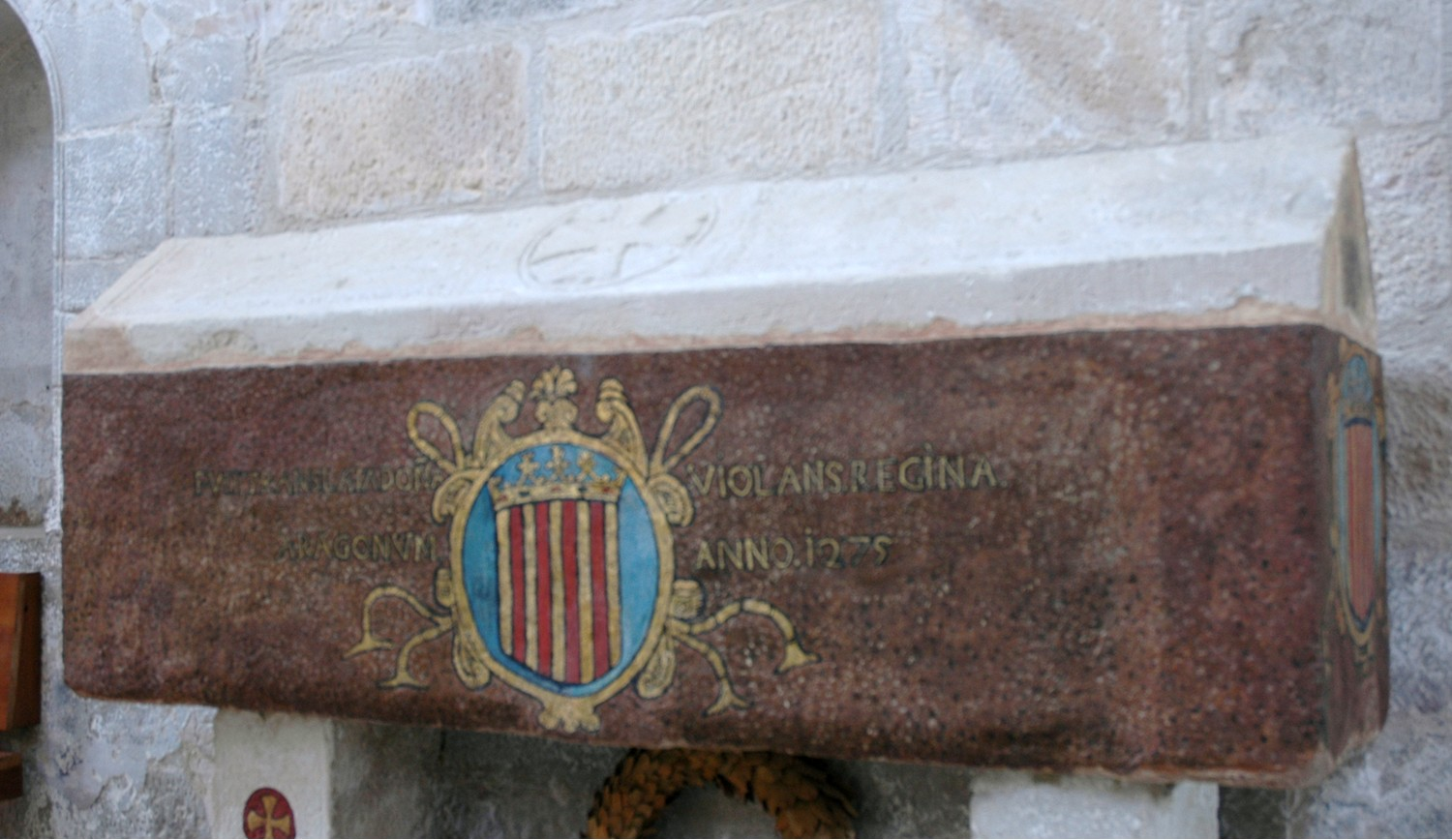
Sepulcre de la reina Violant d'Hongria de 1275 amb les armes pintades en forma heràldica, tal com manava l'època.
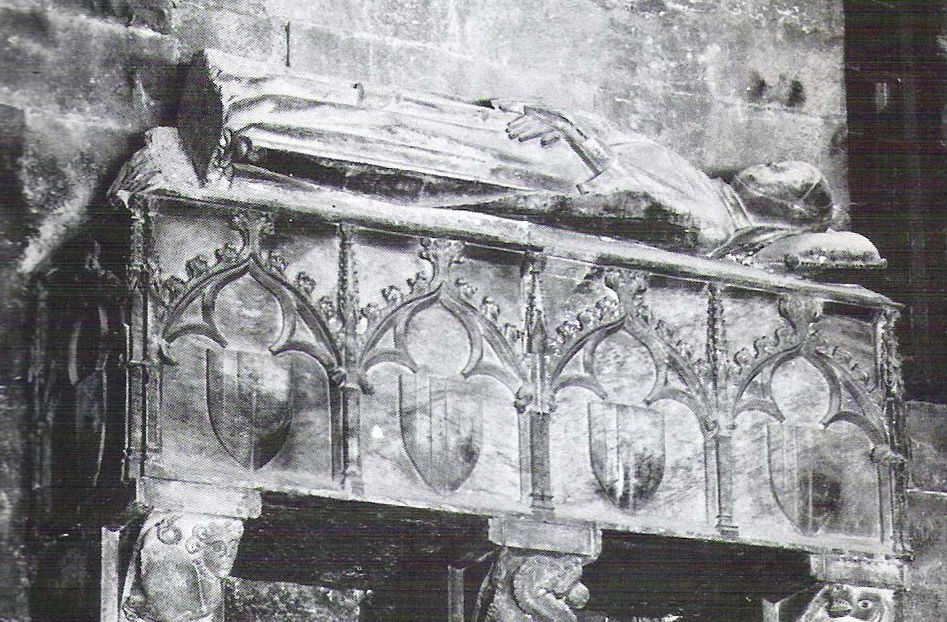
Sepulcre gòtic d'Ermessenda.

Els documents més antics que es conserven són les tombes originals romàniques de la comtessa Ermessenda (†1057) i del comte Ramon Berenguer II (†1082) a la Catedral de Girona, on hi ha pintades alternativament franges grogues i vermelles al lateral dels dos sarcòfags. L'anàlisi de les pintures indica que els seus pigments vermells concorden 
plenament amb els de les pintures del Mestre de Sant Joan de Boí, vers el 1100, i els de les del Mestre del Judici Final, vers el 1123. Les pintures, en forma preheràldica, han d'ésser anteriors a l'època heràldica i el 1150, ja que si fossin posteriors les armes s'haurien pintat en forma d'escut tal com les té pintades, per exemple, Jofre V Plantagenet, comte d'Anjou (†1151) des del 1160 al seu sepulcre de la catedral de Le Mans. Els sarcòfags es trobaven a la galilea o vestíbul d'entrada al temple romànic, concretament, a banda i banda de l'escala per on s'accedia a la seu. La galilea media nou metres de profunditat per gairebé quinze d'amplada i tenia un pis superior on hi havia la capella del Sant Sepulcre. Una deixa testamentària per la galilea del 1110 indica que aquesta encara no s'havia 
enllestit en aquesta data. La galilea va ser enderrocada a principis del segle xviii.
L'any 1385 el rei Pere el Cerimoniós va fer traslladar els sepulcres a l'interior de la seu, on es troben actualment, i encarregà a l'escultor Guillem Morei nous sepulcres gòtics que van recobrir els primitius romànics. Es van incloure estàtues jacents dels comtes i escuts heràldics, barrats pel comte i, per la comtessa, escuts dimidiats, la meitat amb les barres i l'altra en blanc perquè el rei desconeixia l'emblema familiar de la comtessa. Si ell hagués fet pintat el sepulcre romànic de la comtessa només una meitat del lateral estaria pintada. Un altre sepulcre de la familia reial amb les armes pintades és el de la reina Violant, dona del rei Jaume I, en el monestir de Vallbona de les Monges de 1275 en el qual les armes estan figurades en forma heràldica, en forma d'escut, tal com manava ja el costum de l'època.

## Símbols religiosos

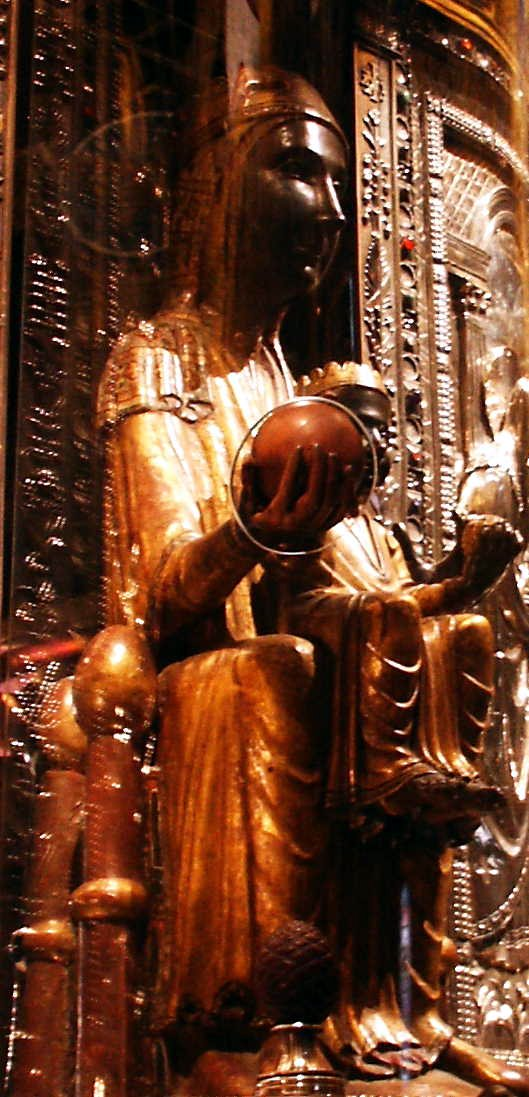
La Mare de Déu de Montserrat

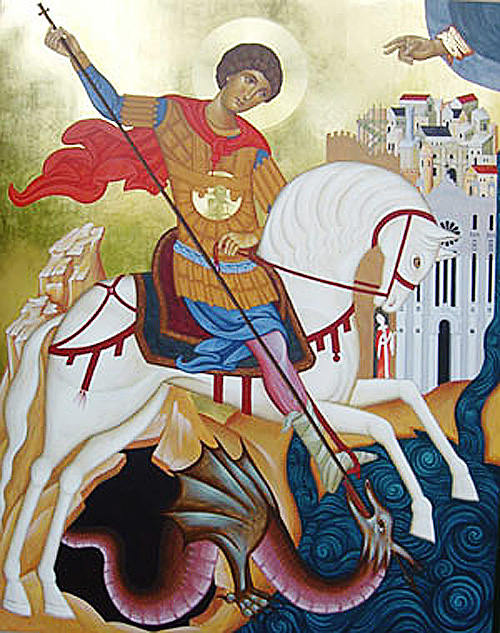
Sant Jordi matant el drac.

Símbols catalans ancestrals, com la Mare de Déu de Montserrat i altres verges i sants, així com el pessebre, la Nit de Reis i les celebracions del Nadal, es derivaven de la doctrina cristiana.
La  creu cristiana i els colors del sacrifici de Jesucrist (cos i sang: sang roja i el color blanc de la puresa) varen inspirar una gran part de la simbologia tradicional catalana. Fruits d'una època en què les esglésies o catedrals eren al centre de la vila i el respecte vers les figures eclesiàstiques no es discutia, els símbols religiosos també son motiu de controvèrsies en una societat que ara es veu molt més laica que la societat catalana tradicional.
Els noms de molts pobles, ciutats i muntanyes de Catalunya, com Santa Bàrbara, Sant Sadurní d'Anoia, o Sant Llorenç del Munt, així com moltíssimes ermites i santuaris dispersats arreu de la geografia catalana, romanen com a testimoni de la fe ancestral dels catalans. Mentre que fins al segle xix tots els catalans se sentien representats pels símbols cristians, actualment, en l'Europa postcristiana, aquests mateixos símbols només tenen importància per a alguns. Ja l'any 1905 Josep Torras i Bages (1846 - 1916), convençut que la nació catalana havia de ser cristiana per tal d'establir-se com quelcom de perdurable i sòlid, va criticar el laïcisme del "nacionalisme militant" d'Enric Prat de la Riba (1870 - 1917).
Per a Torras i Bages, el seny, un altre símbol català, es basava en les tradicions cristianes ancestrals. Analitzant aquesta dicotomia Mossèn Gaietà Soler i Perejoan (1863 - 1914) arribà a la conclusió que a Catalunya hi han dos "programes oposats", el catòlic, fonamentat en el seny i la tradició, dirigit à promoure una restauració social benèfica, ... (de) la fe i les costums socials i jurídiques de ... Catalunya per una banda, i de l'altra l'indiferentista, fundat en les concupiscències polítiques, dirigit à aconseguir, més que el bé social, el prestigi polític de nació-estat...

## Símbols folklòrics i populars

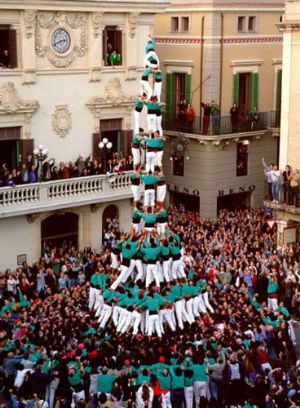
Castells.

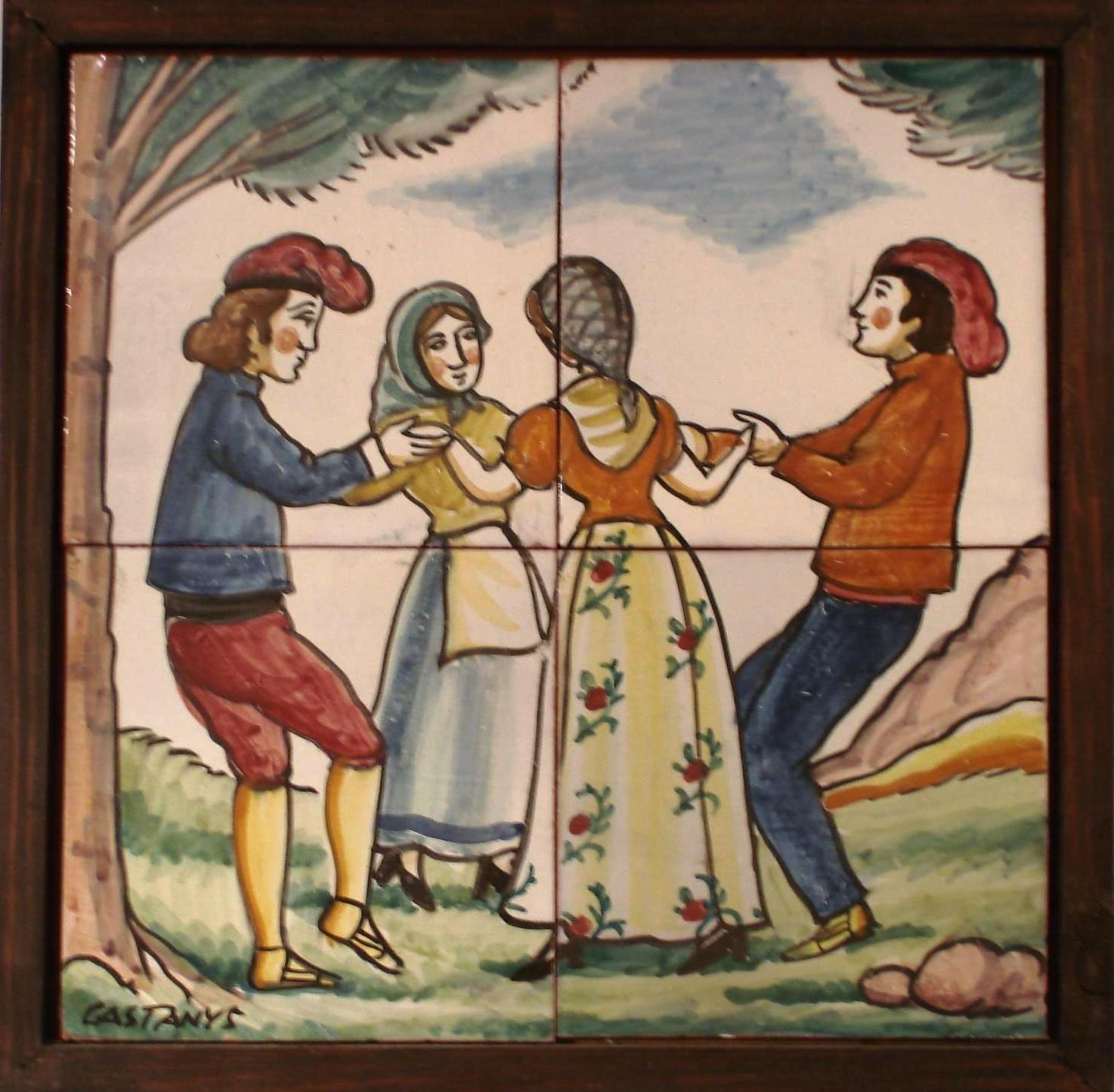
Rajola amb una sardana.

A part dels símbols de caràcter històric hi ha altres símbols populars catalans més o menys seriosos segons el cas i el context.
Molts símbols populars catalans venen del folklore local, com la sardana, les havaneres (i en particular l'havanera El meu avi), els castellers, els diables i els gegants, així com el drac, i les seves derivacions, la cucafera, la víbria i el ratpenat. L'elecció de la "Pubilla" a les festes populars prové d'una tradició molt antiga basada en la transmissió de l'herència a la Catalunya rural.
Mentre que altres nacions o pobles tenen un "ocell nacional" o una "flor nacional", Catalunya no té gaires símbols populars establerts. L'au fènix podria considerar-se l'ocell més simbòlic. El ruc català va ser una creació relativament recent quan es volia contraposar quelcom de català al brau d'Osborne. Per la seva banda, hom considera que la ginesta és la flor nacional de Catalunya atès el seu lligam amb el Corpus de Sang, el primer aixecament del poble català contra l'opressió de la monarquia espanyola.
Com a símbols tradicionals i "típics" cal destacar en Patufet, la rosa vermella de la Diada de Sant Jordi, la barretina, el porró, el caganer i el tió.
Gràcies als mitjans de comunicació, a nivell internacional el Futbol Club Barcelona és potser el símbol de Catalunya més fàcil i universalment reconegut arreu del món.

### Símbols geogràfics

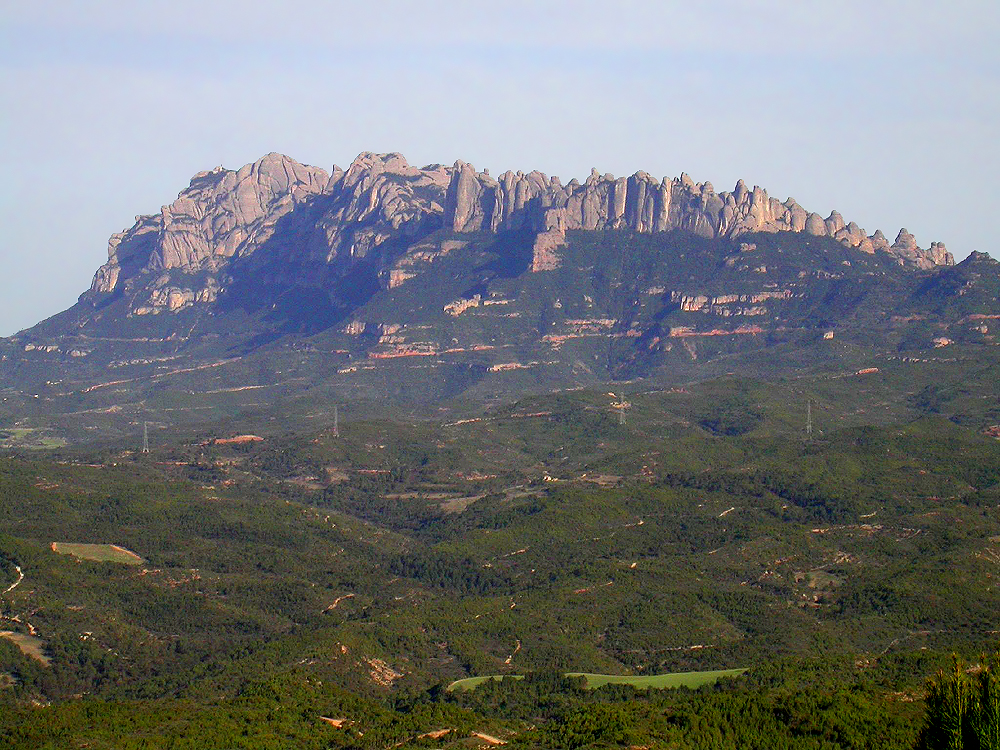
Muntanya de Montserrat.

Hi ha muntanyes com el Canigó, Montserrat i el Pedraforca que tenen una importància gairebé mítica en el folklore local com a llocs venerats des-de temps molt antics.
Algunes ciutats de l'àmbit cultural català, tenen rellevància simbòlica com a punts geogràfics més extrems de parla catalana. Aquestes són: Salses, la més al nord, Guardamar, la més al sud, Maó, la més a l'est i Fraga, la més a l'oest. També ho és l'Alguer, per ésser el darrer bastió de Sardenya on es parla català.

### Símbols gastronòmics

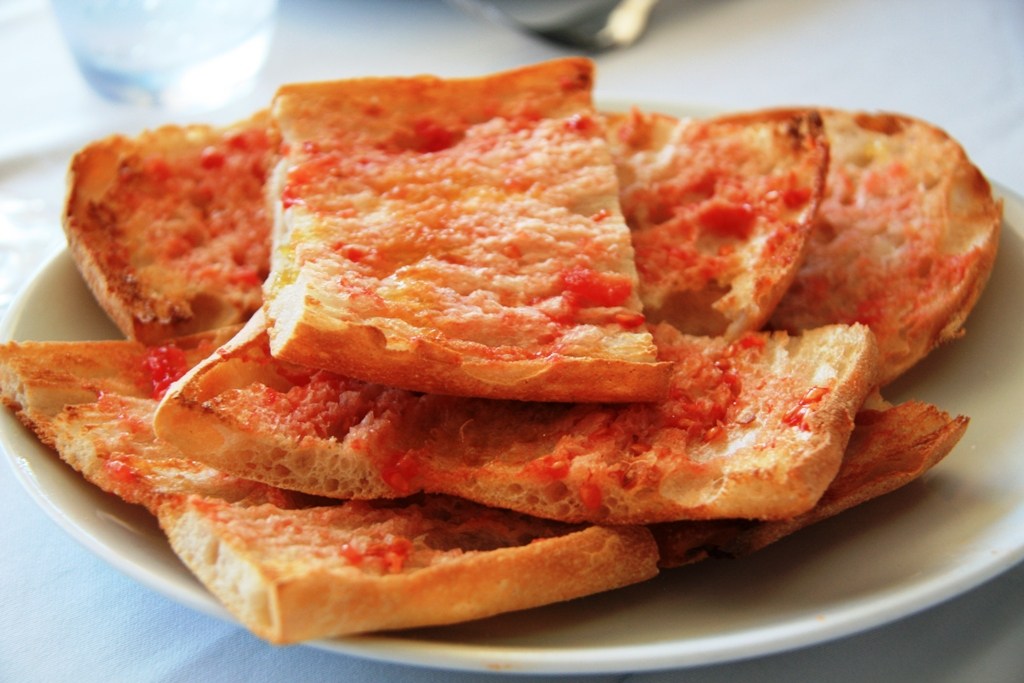
Llesques de pa amb tomàquet.

El pa amb tomàquet és potser el plat més emblemàtic de Catalunya. Altres plats que hom podria qualificar de "molt de la terra" són les faves a la catalana, l'escudella i carn d'olla, l'esqueixada, l'escalivada, la botifarra amb mongetes així com els embotits (especialment el fuet i la botifarra).
Entre els dolços i postres cal destacar "mel i mató", la crema cremada, els panellets, el tortell i la coca. Durant el Nadal es mengen els torrons.

## Galeria

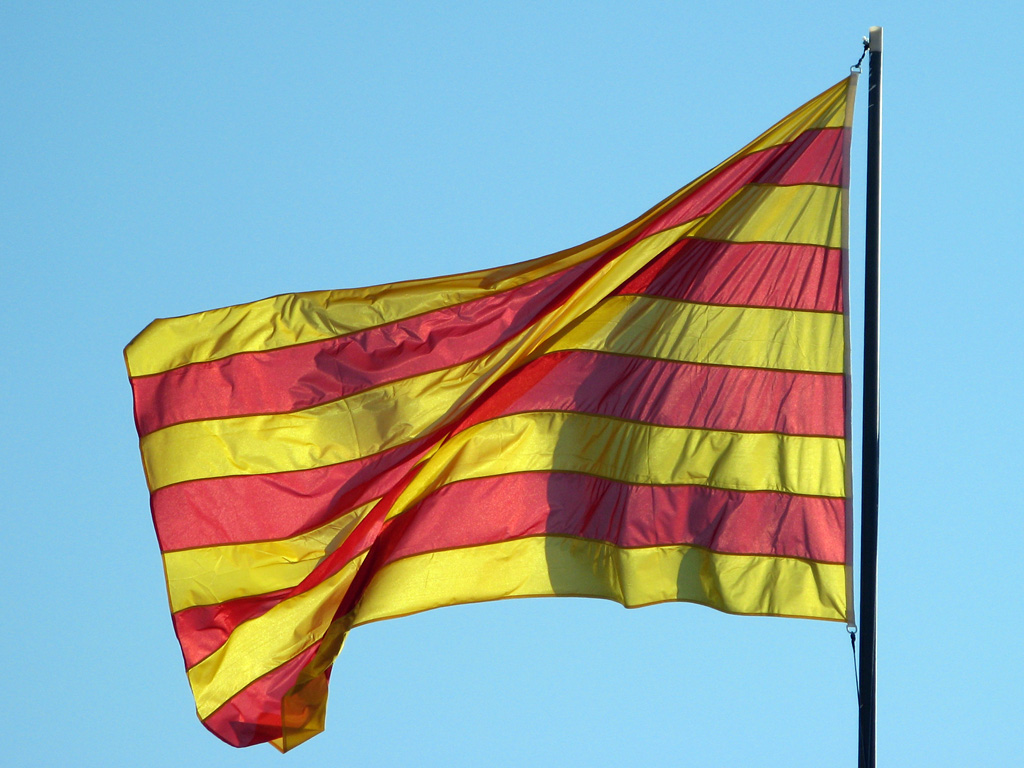
Bandera de Catalunya.
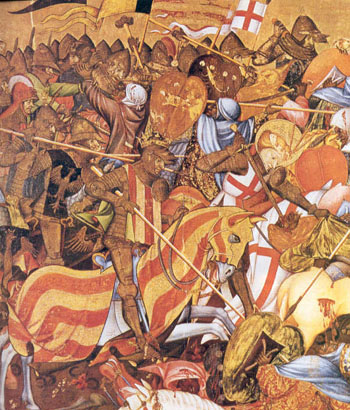
Sant Jordi i Jaume I en la Batalla del Puig.
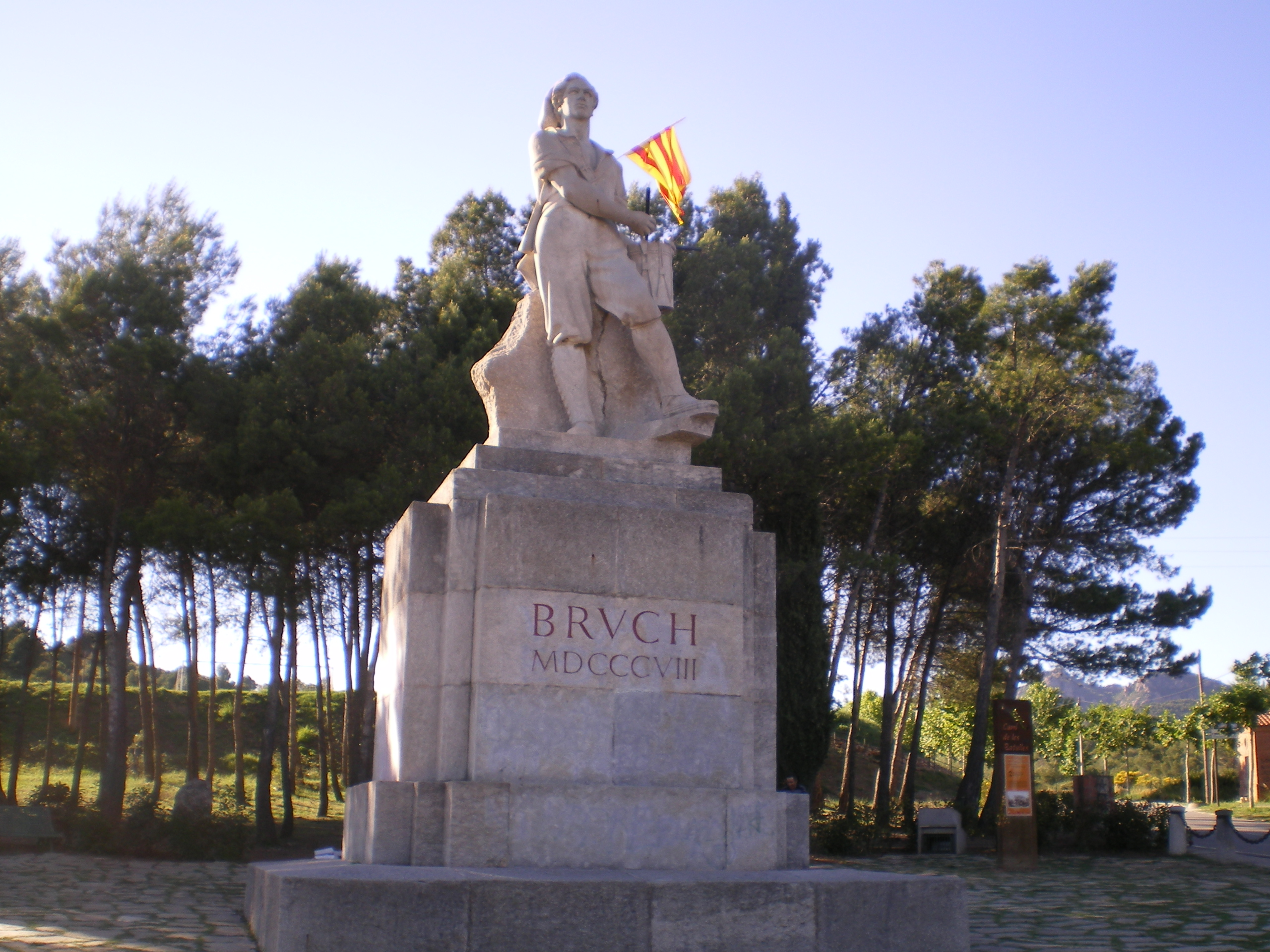
Timbaler del Bruc.
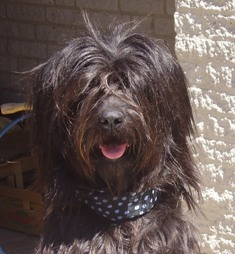
Gos d'atura català.
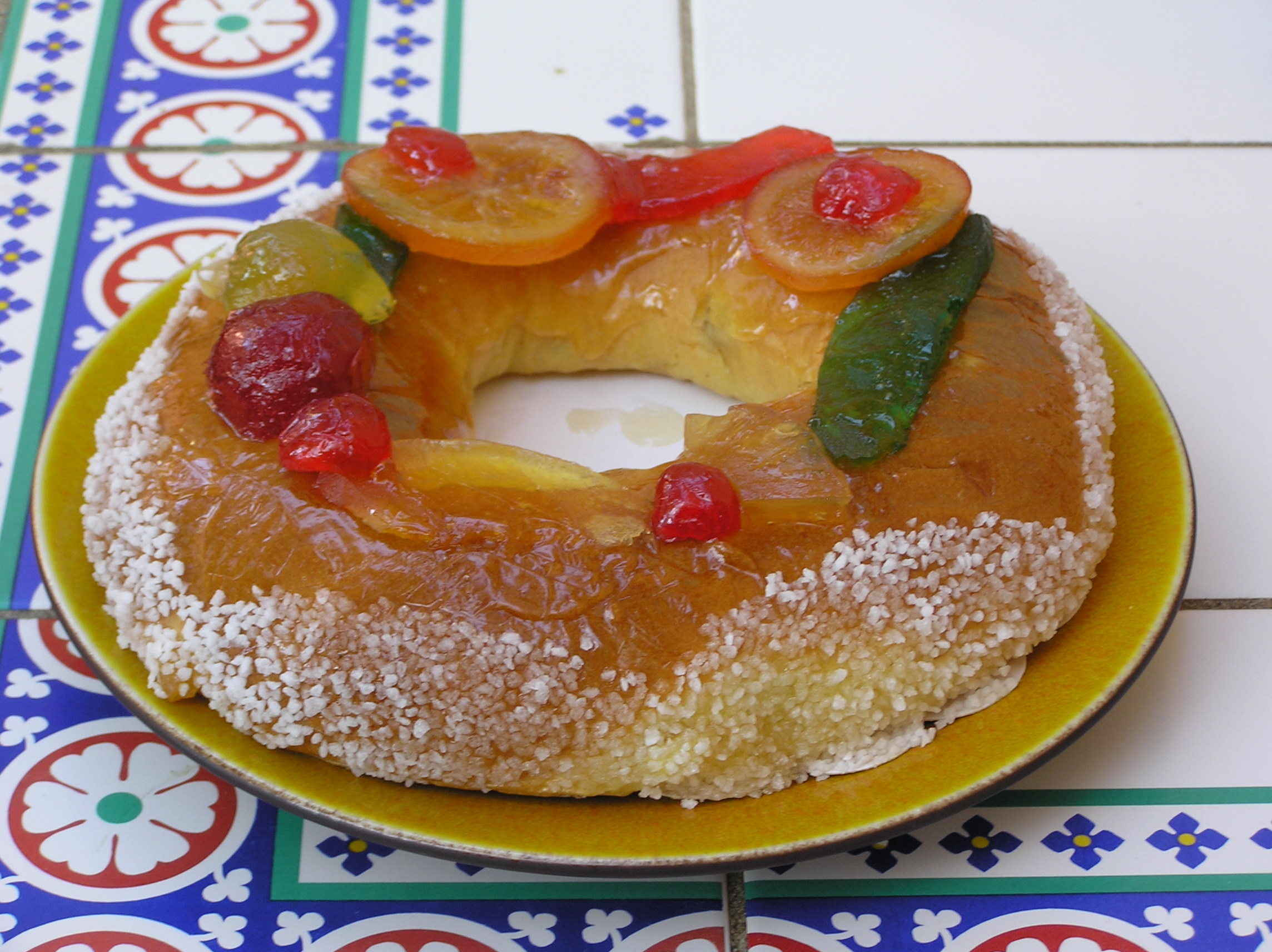
Coca de reis.
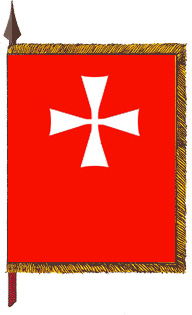
Senyera del Bisbe de Barcelona (reconstrucció). Tradicionalment els catalans s'han sentit representats pels símbols del cristianisme.
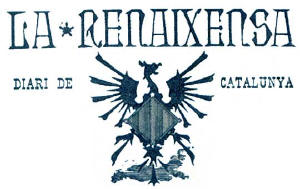
La capçalera de La Renaixensa conjuga l'escut de Catalunya amb l'au Fènix.
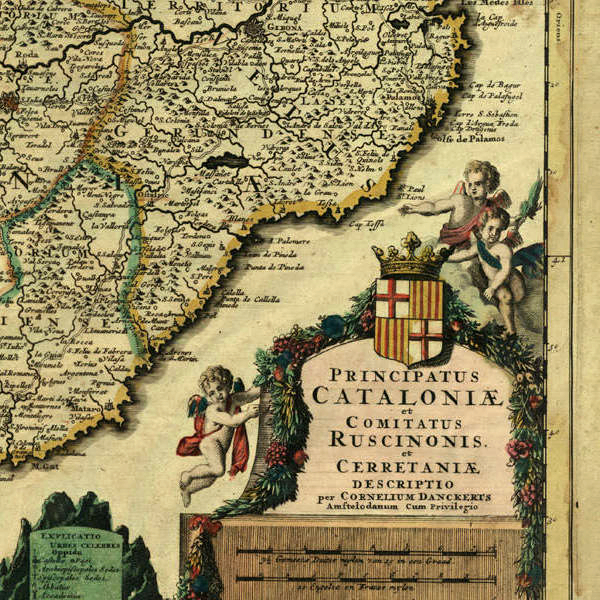
L'escut georgià del Principat de Catalunya. Cornelis Danckerts, Amsterdam, finals del segle xvii.
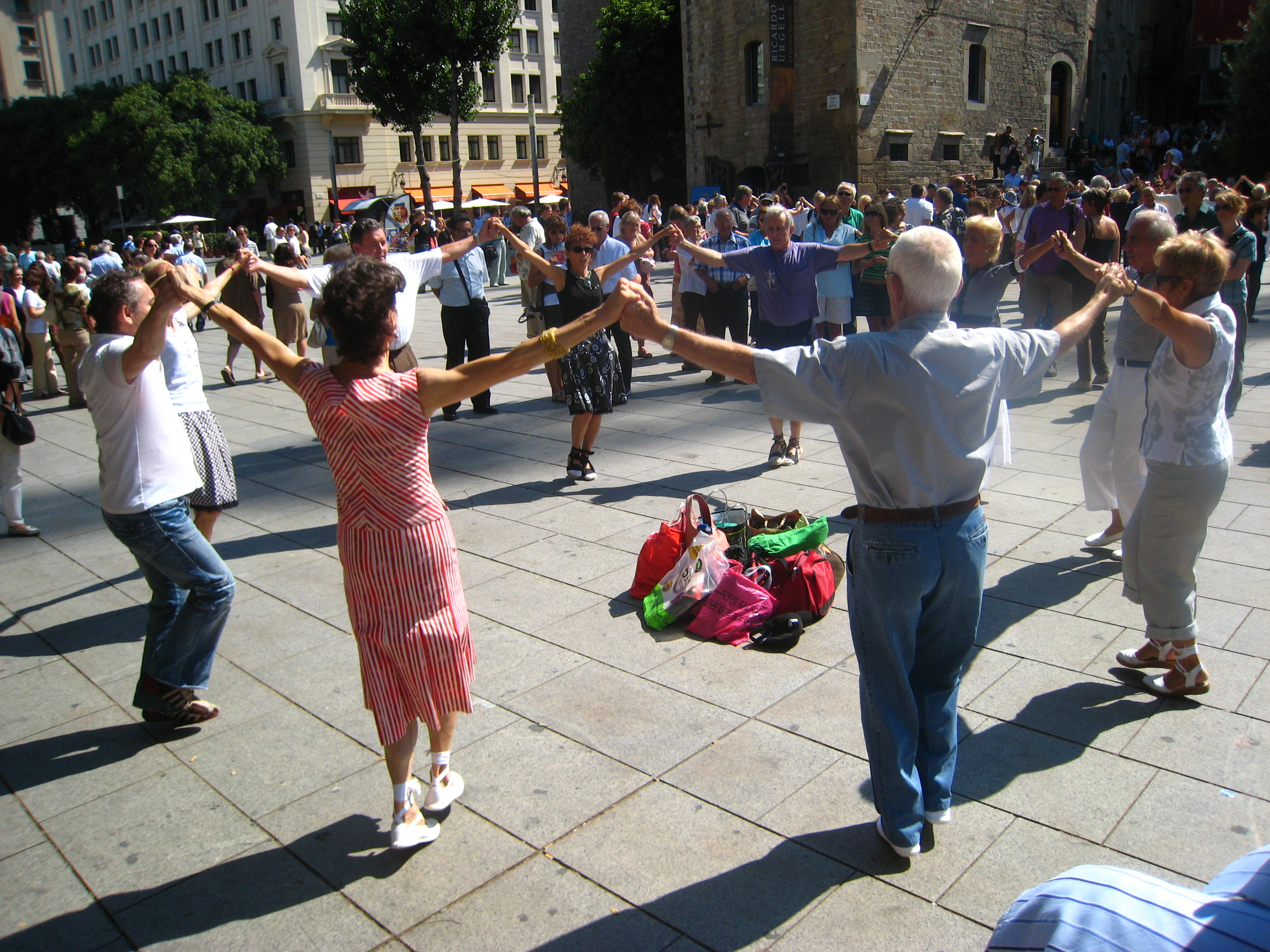
Sardana
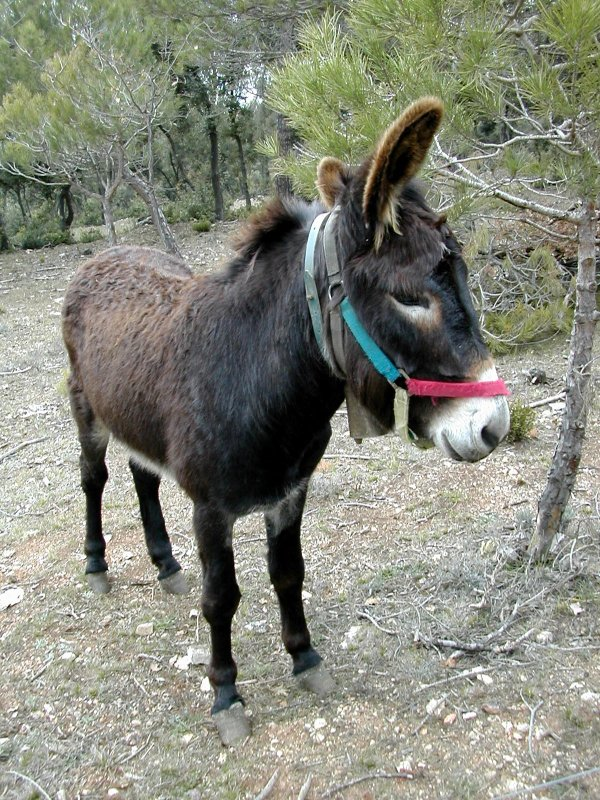
Ruc català.
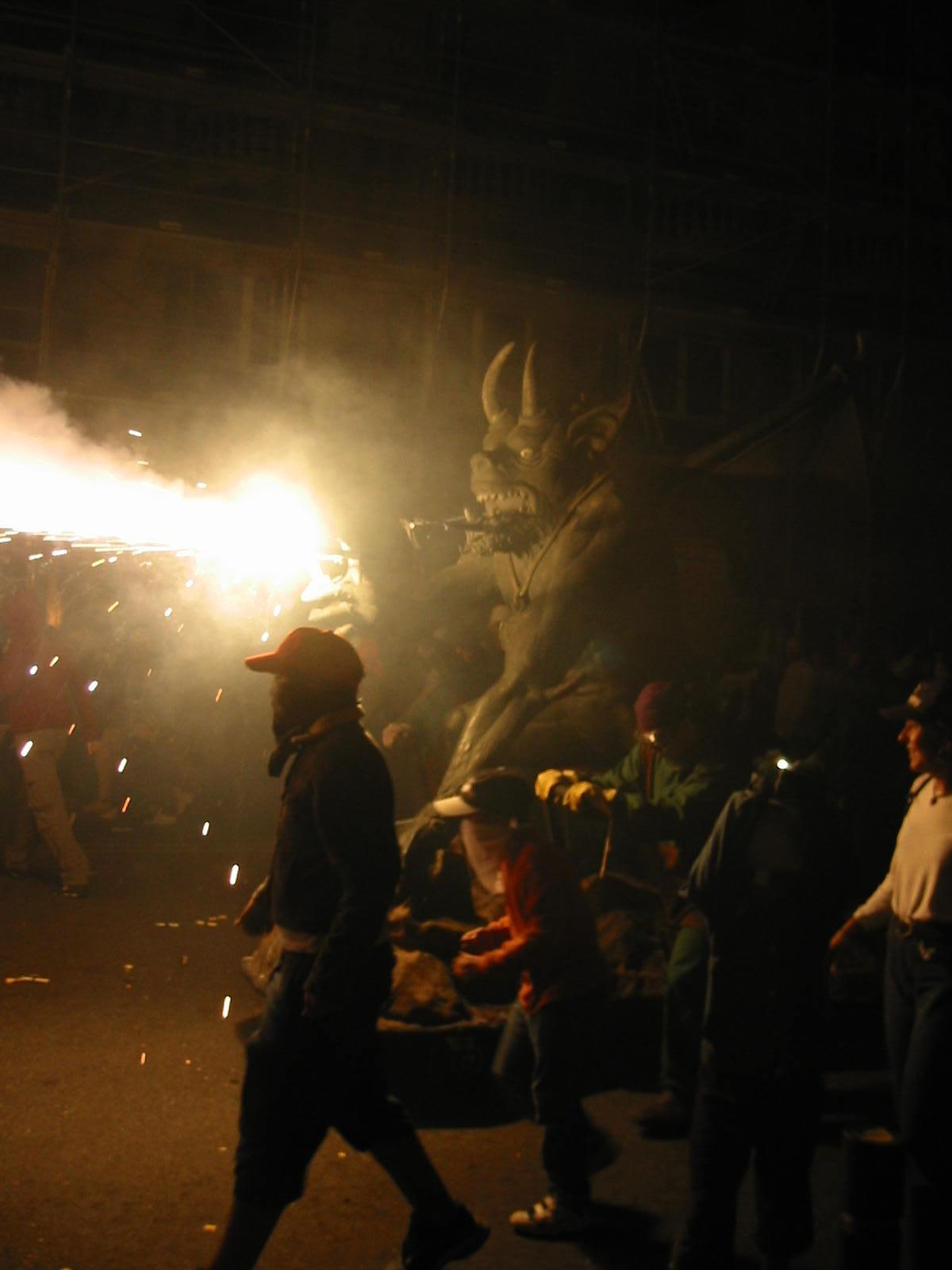
Correfocs a Barcelona.
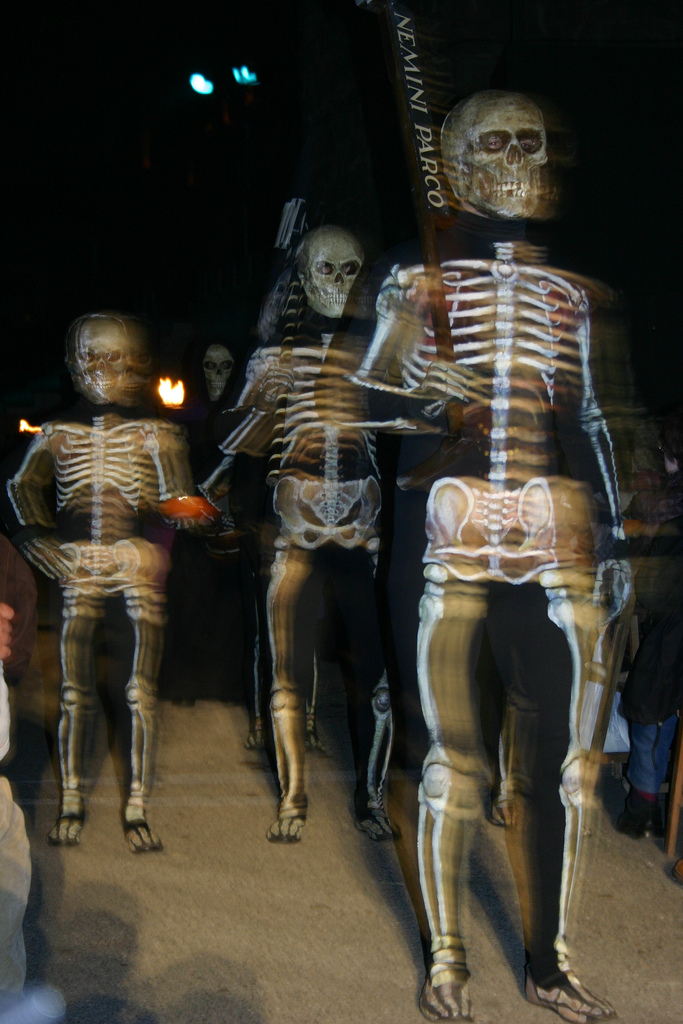
Dansa de la Mort de Verges.
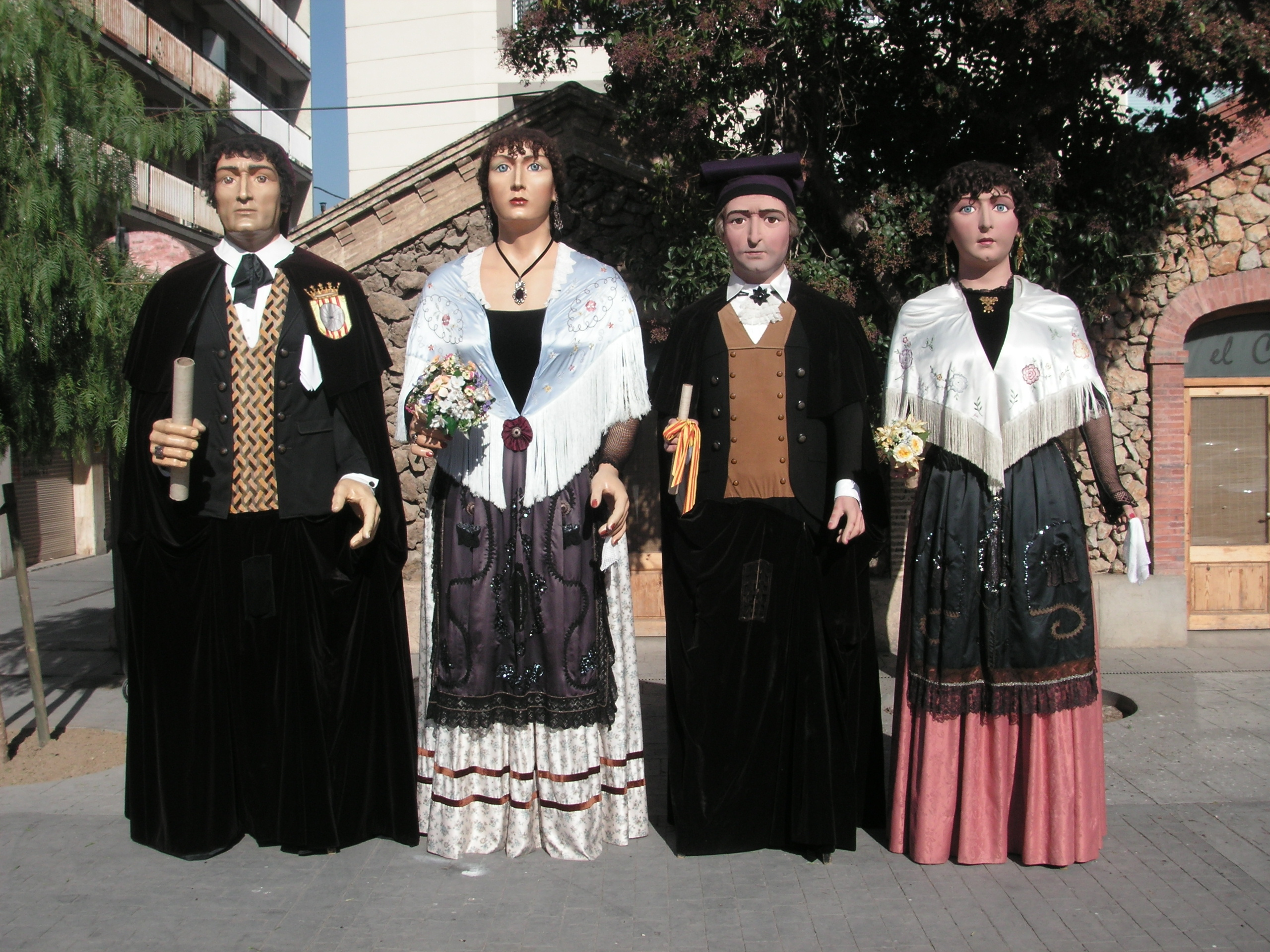
Gegants a Molins de Rei.